# Coppa Città di Bergamo
La 1ª Coppa Città di Bergamo è stata la prima ed unica edizione del Gran Premio di Bergamo, si svolse sul Circuito di Bergamo e fu una gara non valevole per il Campionato europeo di automobilismo 1935.

## Vetture
Vetture iscritte alla gara.
| Costruttore | Vettura       | Categoria  | Cilindrata          |
| ----------- | ------------- | ---------- | ------------------- |
| Alfa Romeo  | 8C 2300 Monza | Grand Prix | 2300cc - 8 cilindri |
| Alfa Romeo  | 8C 2600 Monza | Grand Prix | 2600cc - 8 cilindri |
| Alfa Romeo  | P3            | Grand Prix | 3200cc - 8 cilindri |
| Bugatti     | 39A           | Voiturette | 1500cc - 8 cilindri |
| Bugatti     | 51            | Grand Prix | 2300cc - 8 cilindri |
| Maserati    | 4CM           | Voiturette | 1500cc - 4 cilindri |
| Maserati    | 6C 34         | Grand Prix | 3700cc - 8 cilindri |
| Maserati    | 8CM           | Grand Prix | 3000cc - 8 cilindri |

## Gara

### Griglia di partenza
Posizionamento dei piloti alla partenza della gara.
| Prima fila   |                               | 2 Pos.                              |                                   | 1 Pos.                             |                                       |
| ------------ | ----------------------------- | ----------------------------------- | --------------------------------- | ---------------------------------- | ------------------------------------- |
|              |                               | Nino Farina Maserati 2'02"0         |                                   | Tazio Nuvolari Alfa Romeo 1'59"2   |                                       |
| Seconda fila | 5 Pos.                        |                                     | 4 Pos.                            |                                    | 3 Pos.                                |
|              | Eugenio Siena Maserati 2'09"4 |                                     | Luigi Soffietti Alfa Romeo 2'04"8 |                                    | Gianfranco Comotti Alfa Romeo 2'04"4  |
| Terza fila   |                               | 7 Pos.                              |                                   | 6 Pos.                             |                                       |
|              |                               | Emilio Romano Bugatti 2'10"0        |                                   | Giovanni Minozzi Alfa Romeo 2'09"4 |                                       |
| Quarta fila  | 10 Pos.                       |                                     | 9 Pos.                            |                                    | 8 Pos.                                |
|              | Piero Dusio Maserati 2'11"2   |                                     | Carlo Pintacuda Alfa Romeo 2'10"4 |                                    | G. Cornaggia-Medici Alfa Romeo 2'10"4 |
| Quinta fila  |                               | 12 Pos.                             |                                   | 11 Pos.                            |                                       |
|              |                               | Ferdinando Barbieri Maserati 2'13"4 |                                   | Giacomo Clerici Maserati 2'11"4    |                                       |

### Risultati
Risultati finali della gara.
| Pos | Nº | Pilota              | Scuderia            | Vettura       | Giri | Tempo /Ritiro  |
| --- | -- | ------------------- | ------------------- | ------------- | ---- | -------------- |
| 1   | 2  | Tazio Nuvolari      | Scuderia Ferrari    | Alfa Romeo P3 | 70   | 2h23'28"2      |
| 2   | 4  | Nino Farina         | Gino Rovere         | Maserati 4CM  | 70   | 2h25'38"0      |
| 3   | 18 | Carlo Pintacuda     | Scuderia Ferrari    | Alfa Romeo P3 | 68   | 2h23h53"0      |
| 4   | 8  | Luigi Soffietti     | Ecurie Versoix      | Alfa Romeo P3 | 67   | 2h24'43"0      |
| 5   | 6  | Gianfranco Comotti  | Scuderia Ferrari    | Alfa Romeo P3 | 67   | 2h25'09"8      |
| 6   | 20 | Piero Dusio         | Scuderia Subalpina  | Maserati 8CM  | 66   | 2h24'42"2      |
| 7   | 16 | G. Cornaggia-Medici | G. Cornaggia-Medici | 8C 2300 Monza | 60   | 2h25'30"0s     |
| 8   | 14 | Emilio Romano       | E. Romano           | Bugatti T51   | 56   | 2h24'56"0      |
| Rit | 24 | Ferdinando Barbieri | F. Sardi            | Maserati 4CM  | 57   | Incidente      |
| Rit | 10 | Eugenio Siena       | Scuderia Subalpina  | Maserati      | 50   | Motore         |
| Rit | 12 | Giovanni Minozzi    | G. Minozzi          | 8C 2300 Monza | 21   | Semiasse       |
| Rit | 22 | Giacomo Clerici     | G. Clerici          | Maserati 4CM  | 13   | Tubo dell'olio |